# Issey Miyake
Issey Miyake (三宅 一生?, Miyake Issei; Hiroshima, 22 aprile 1938 – Tokyo, 5 agosto 2022) è stato uno stilista giapponese.

## Biografia e carriera
Sopravvissuto al bombardamento atomico di Hiroshima, studiò graphic design alla Tama Art University a Tokyo e si laureò nel 1964. In seguito girò per il mondo e lavorò a Parigi e New York. Ritornerà a Tokyo solo nel 1970 per fondare il Miyake Design Studio. Nel 1971 fu mostrata la sua prima collezione a New York, a cui seguirono altre sfilate a Parigi. Le sue creazioni sono state spesso caratterizzate dalla ricerca di nuovi materiali e tecnologie futuristiche e dai colori cupi.
Dopo una carriera ventennale, Miyake lasciò le creazioni di moda al suo collaboratore Naoki Takizawa, per potersi dedicare nuovamente alla ricerca. Nel 1998, la Fondazione Cartier aprì una mostra sull'opera di Miyake intitolata Making Things. Nel 2005 Miyake ricevette il Praemium Imperiale per la scultura, e nel 2006 vinse il Premio Kyōto per le arti e la filosofia.
È morto il 5 agosto 2022 a causa di un carcinoma epatocellulare.

## Ricerca dei materiali e design industriale
Nel 2014 l'artista giapponese fu premiato con il prestigioso premio Compasso d'oro ADI per creazione della famiglia di lampade IN-EI Issey Miyake, realizzate per l'azienda italiana di arredamento ed illuminazione Artemide. Questo progetto è stato frutto di un percorso effettuato dall'artista con il suo studio di ricerca Issey Miyake Reality Lab che studia nuove tecnologie di riutilizzo e riciclo dei materiali partendo da materie prime di scarto, a fine di ottenere un nuovo materiale con elevate capacità specifiche, in questo caso una fibra rigenerata con alta capacità di riflettere la luce e ridurre il consumo energetico del 40%.